# Alejandro Fleming
Alejandro Antonio Fleming Cabrera (3 de julio de 1973) es un político y diplomático venezolano. Fue embajador, vicecanciller para Europa y América del Norte; ministro para el Comercio y Turismo de Venezuela, y presidente del Centro Nacional de Comercio Exterior. Desde 2017 ha recibido sanciones del Departamento del Tesoro de Estados Unidos, del gobierno de Canadá y de Panamá

## Vida
Alejandro Fleming es licenciado en Relaciones Internacionales graduado en la Universidad Central de Venezuela (Caracas, 1997), con maestría y doctorado en Relaciones Internacionales en la Université de Marne-la-Vallée (París, 2000) y en la Universidad de la Sorbona (París, 2005), en el Centro de Investigación y Documentación sobre las Américas.
Inició su actividad en el Gobierno venezolano como Embajador de Venezuela ante el Reino de Bélgica y el Gran Ducado de Luxemburgo y simultáneamente fue Representante Permanente ante la Unión Europea con sede en Bruselas desde el 2006 hasta el 2008. Para el mismo año 2008 fue nombrado Vicecanciller para Europa, cargo en el cual permaneció hasta 2010.
El 11 de diciembre de 2009, participó, en nombre de Venezuela, en la audiencia pública convocada por la Corte Internacional de Justicia (La Haya, Holanda), con la finalidad de emitir una opinión consultiva sobre si la declaración unilateral de independencia de Kosovo se ajustaba al derecho internacional público. Al respecto, Fleming afirmó que “la declaración unilateral de independencia de Kosovo violaba el derecho internacional, pues atentaba contra el principio de soberanía e integridad territorial de la República de Serbia, y obviaba el mandato de llegar a una solución política a la crisis de Kosovo”.
En febrero del año 2010, el presidente Hugo Chávez lo nombró ministro de turismo.
El 21 de abril de 2013, fue designado como ministro de comercio de Venezuela por el gobierno de Nicolás Maduro.
En enero de 2014, fue designado como Presidente del Centro Nacional de Comercio Exterior (CENCOEX), cargo en el que permaneció hasta enero de 2015.
En abril de 2015, fue nuevamente designado como Vicecanciller para Europa y América del Norte. Permaneció en dicho cargo hasta el año 2016.
En julio de 2017 fue sancionado por la OFAC.